# Rœux
Rœux (flämisch: Rode) ist eine französische Gemeinde mit 1.393 Einwohnern (Stand: 1. Januar 2022) im Département Pas-de-Calais in der Region Hauts-de-France. Die Gemeinde gehört zum Arrondissement Arras und zum Kanton Brebières (bis 2015: Kanton Vitry-en-Artois).

## Geographie
Rœux liegt etwa acht Kilometer östlich des Stadtzentrums von Arras an der kanalisierten Scarpe. Umgeben wird Rœux von den Nachbargemeinden Gavrelle im Norden, Plouvain im Osten und Nordosten, Pelves im Süden und Südosten sowie Fampoux im Westen.
Durch die Gemeinde führen die Autoroute A1 sowie – am Ostrand der Gemeinde – die Autoroute A26.

## Bevölkerungsentwicklung
| Jahr                      | 1962 | 1968 | 1975 | 1982 | 1990 | 1999 | 2008 | 2013 |
| ------------------------- | ---- | ---- | ---- | ---- | ---- | ---- | ---- | ---- |
| Einwohner                 | 847  | 917  | 991  | 1057 | 1454 | 1458 | 1379 | 1456 |
| Quelle: Cassini und INSEE |      |      |      |      |      |      |      |      |

## Sehenswürdigkeiten

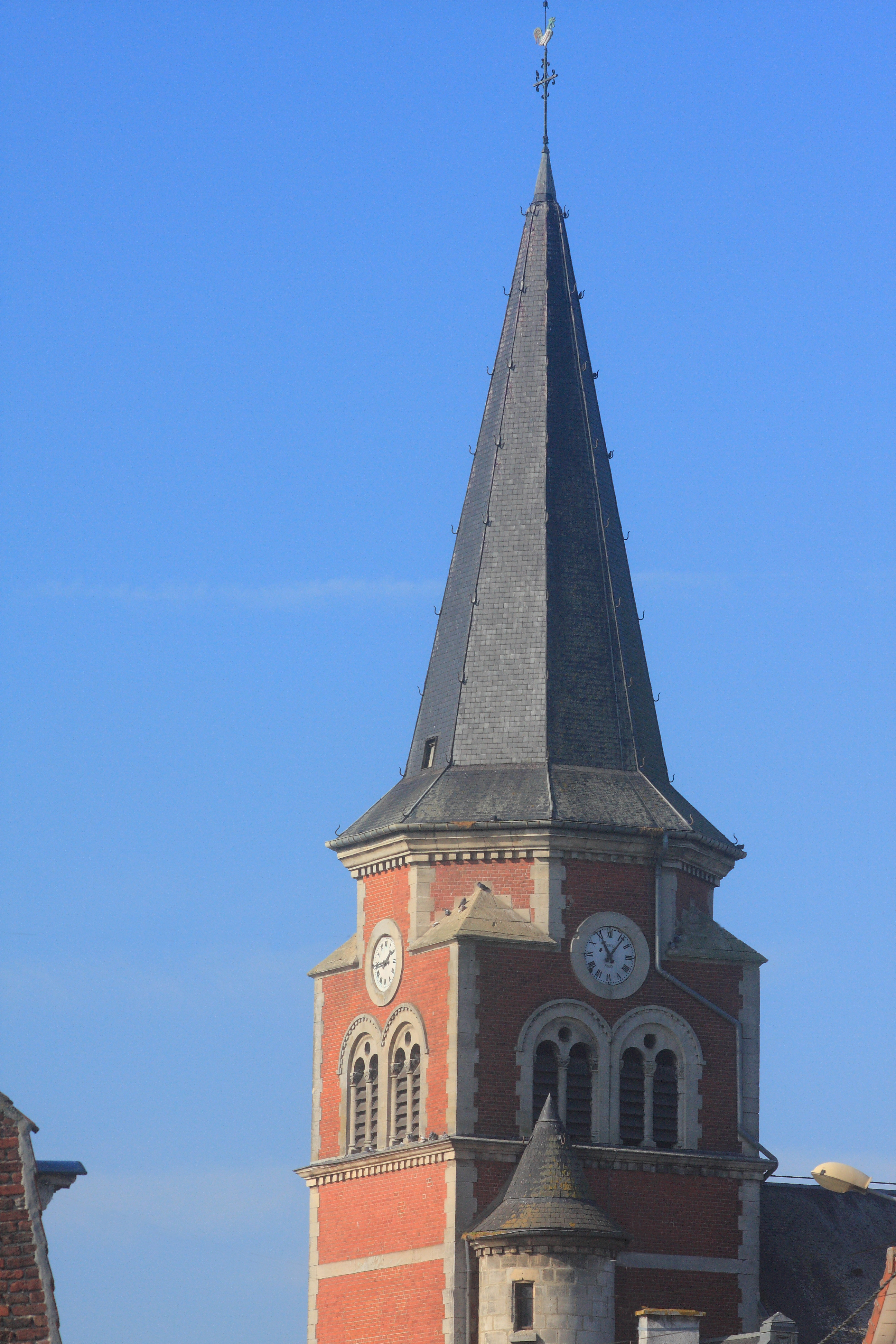
Kirche Saint-Hilaire

- Kirche Saint-Hilaire, nach dem Ersten Weltkrieg wieder errichtet
- Britischer Militärfriedhof